# The Urbz: Sims in the City
The Urbz: Sims in the City és un videojoc per a les consoles Xbox, PlayStation 2, Game Boy Advance, Game Cube i Nintendo DS en què l'usuari pot crear un personatge per desenvolupar-lo socialment, satisfer les seves necessitats i anar passant missions que altres habitants de la ciutat et demanaran.
El fenomen de The Sims, la franquícia que més jocs ha venut per a PC, sembla decidida a estendre's també a les consoles. Després de les "conversions" dels títols homònims per a PC a PS2 i Xbox (molt reconeguts per l'ocasió) arriba The Urbz, el primer joc de The Sims plantejat per a consoles des de la seva mateixa concepció.